# 福井県中学校の廃校一覧
福井県中学校の廃校一覧（ふくいけんちゅうがっこうのはいこういちらん）は、福井県内の廃校になった中学校の一覧。対象となるのは、学制改革（1947年）以降に廃校となった中学校、および分校である。学校名は廃校当時のもの。廃校時に中学校が所在していた自治体がその後、合併により消滅している場合は、現行の自治体に含める。また現在休校中の県内の中学校や分校も、事実上廃校となっているものが多いため、参考として本項に記載する。
（）内は、廃校になった年である。

## 福井市
- 福井市立第一中学校分校（1948年6月28日福井大地震で全壊し、そのまま廃校）[1]
- 福井市第五中学校和田分校（1948年7月1日）
- 福井市成和中学校日之出分校（1950年）[注釈 1]
- 福井市一光中学校（1992年休校、生徒は福井市安居中学校へ編入）[2]
- 福井市殿下中学校（2024年福井市清水中学校へ統合）[3]
- 岡保村立岡保中学校（1948年藤岡中開校に伴い廃校[4]、1978年福井市大東中学校へ改称[5]）
- 西藤島村立西藤島中学校（1949年統合により福井市灯明寺中学校〈当時：西藤島村・中藤島村・河合村組合立〉へ）[6]
- 中藤島村立中藤中学校（同上）[6]
- 河合村立河合中学校（同上）[6]
- 麻生津村立麻生津中学校（1949年統合により福井市足羽中学校〈当時：麻生津村・下文殊村・六条村組合立〉へ）[7]
- 下文殊村立下文殊中学校（同上）[7]
- 六条村立六条中学校（同上）[7]
- 酒生村立酒生中学校（1949年統合により福井市足羽第一中学校〈当時：組合立〉へ）[注釈 2]
- 一乗谷村立一乗谷中学校（同上）
- 上文殊村立上文殊中学校（同上）
- 志津村立志津中学校（1951年天津中と統合し志津村・天津村組合立北丹中学校〈現：福井市清水中学校〉へ）[注釈 3]
- 天津村立天津中学校（1951年志津中と統合し北丹中へ）
- 鶉村立鶉中学校（1951年統合により福井市川西中学校〈当時：鶉村・大安寺村・本郷村組合立〉へ）[8]
- 大安寺村立大安寺中学校（同上）[8]
- 本郷村立本郷中学校（1951年川西中本郷分校となり、1963年廃校）[8]
- 足羽村立東郷中学校（1957年足羽第一中へ統合）[9]
- 美山町立下宇坂中学校（1960年統合により福井市美山中学校〈当時：美山町立〉へ）[10]
- 美山町立芦見中学校（同上）[10]
- 美山町立羽生中学校（同上）[10]
- 美山町立上味見中学校（同上）[10]
- 美山町立下味見中学校（同上）[10]
- 美山町立上宇坂中学校（同上）[10]

## 敦賀市
- 敦賀市立愛発中学校東愛発分教場
- 敦賀市立東浦中学校赤崎分校（1955年気比中赤崎分校となり、1957年廃校）[11]
- 敦賀市立東郷中学校（1958年敦賀市立気比中学校へ統合）[11]
- 敦賀市立中郷中学校（1960年気比中へ統合）[11]
- 敦賀市立松陵中学校白木分校（1962年休校）[12]
- 敦賀市立愛発中学校山中冬季分校（1972年）
- 敦賀市立愛発中学校（2005年気比中へ統合）[11]
- 敦賀市立西浦中学校（2014年休校[13]）

## 小浜市
- 小浜市立小浜第二中学校上根来分校（1956年）[14]
- 小浜市立小浜第二中学校口名田教場（1956年）[14]
- 小浜市立小浜第二中学校加斗分校（1965年）[14]
- 小浜市立小浜第二中学校中名田分校（1968年）[14]
- 小浜市立小浜中学校堅海分教場（1971年）[15]
- 小浜市立小浜中学校田烏分教場（1971年）[15]

## 大野市
- 大野市立富田中学校（1960年勝原中と統合し東部中へ）[16]
- 大野市立勝原中学校（1960年富田中と統合し東部中へ）[16]
- 大野市立下打波中学校（1961年東部中下打波教場となり、1965年廃止）[16]
- 大野市立東部中学校（1962年阪谷中と統合し大野市立尚徳中学校へ）[16]
- 大野市立阪谷中学校（1962年尚徳中阪谷教場となり、1963年廃止）[16]
- 大野市立尚徳中学校下打波教場（1965年）[16]
- 大野市立有終中学校（1971年大野市立開成中学校と大野市立陽明中学校へ再編）[17]
- 大野市立小山中学校（1971年有終中の一部と統合し開成中へ）[17]
- 大野市立下庄中学校（1971年有終中の一部および乾側中と統合し陽明中へ）[17]
- 大野市立乾側中学校（1971年有終中の一部および下庄中と統合し陽明中へ）[17]
- 大野市立開成中学校小山教場（1972年）[18]
- 大野市立尚徳中学校（2024年陽明中へ統合）
- 大野市和泉中学校（同上）
- 大野市立上庄中学校（2024年開成中へ統合）
- 上庄村立上庄中学校宝慶寺分校（1954年）[19]
- 西谷村立巣原中学校温見分校（1964年）
- 西谷村立巣原中学校熊河分校（1964年）
- 西谷村立巣原中学校（1965年）[20]
- 西谷村立中島中学校（1969年8月31日）[20]
- 和泉村立日進中学校（1958年大和中と統合し東部中へ）[21]
- 和泉村立大和中学校（1958年日進中と統合し東部中へ）[21]
- 和泉村立東部中学校（1966年）[21]
- 和泉村立東部中学校久沢分校（1966年）
- 和泉村立東部中学校伊勢分校（1966年）
- 和泉村立朝日中学校（1984年大納中と統合し大野市立和泉中学校〈当時：和泉村立〉へ）[22]
- 和泉村立大納中学校（1984年朝日中と統合し和泉中へ）[22]

## 勝山市
- 勝山市立北郷中学校（1957年統合により勝山市立勝山北部中学校へ）[23]
- 勝山市立鹿谷中学校（同上）[23]
- 勝山市立荒土中学校（同上）[23]
- 勝山市立北谷中学校（1966年統合により勝山市立勝山中部中学校へ）[注釈 4]
- 勝山市立野向中学校（同上）
- 勝山市立村岡中学校（同上）
- 勝山市立勝山中学校（1970年平泉寺中と統合し南部中〈現：勝山市立勝山南部中学校〉へ）[24]
- 勝山市立平泉寺中学校（1970年勝山中と統合し南部中へ）[24]
- 遅羽村立三室中学校（1949年勝山中へ統合）[23]

## 鯖江市
- 鯖江町舟津村学校組合立惜陰中学校（1949年統合により鯖江市鯖江中学校〈当時：鯖江町・中河村・豊村学校組合立〉へ）[25]
- 中河村立中河中学校（同上）[25]
- 新横江村立鯖江東中学校（同上）[25]
- 豊村立豊中学校（同上）[25]
- 方上村立片上中学校（1950年鯖江中へ統合）[25]

## あわら市
- 金津町金津中学校〈旧〉（1962年統合によりあわら市金津中学校〈当時：金津町〉へ）[注釈 5]
- 金津町吉崎中学校（同上）
- 金津町館山中学校（同上）
- 芦原町北潟中学校（1961年あわら市芦原中学校〈当時：芦原町〉へ統合）[注釈 6]

## 越前市
- 武生市神山中学校（1948年越前市武生第二中学校〈当時：武生市〉へ統合）[26]
- 武生市坂口中学校（1951年武生第二中へ統合され坂口分校へ）[26]
- 武生市国高中学校（1952年北新庄中と統合し越前市武生第三中学校〈当時：武生市北新庄村組合立〉へ）[27]
- 北新庄村立北新庄中学校（1952年国高中と統合し武生第三中へ）[27]
- 武生市北日野中学校（1959年武生第三中へ統合）[27]
- 武生市武生第四中学校（1996年越前市万葉中学校〈当時：武生市〉開校に伴い廃校）[28]
- 王子保村立王子保中学校（1962年武生市・王子保村組合立武生第二中学校王子保分校となり、1956年再独立し、1978年武生市立武生第六中学校を経て2005年越前市武生第六中学校へ）[29]
- 南中山村立南中山中学校（1950年11月1日統合により越前市南越中学校〈当時：南中山村・北中山村・服間村組合立〉へ）[30]
- 北中山村立北中山中学校（同上）[30]
- 服間村立服間中学校（同上）[30]
- 粟田部町立花筐中学校（1955年5月1日南越中へ統合）[30]

## 坂井市
- 坂井市立丸岡中学校竹田分校（2010年休校、2014年廃校[31]）
- 東十郷村立東十郷中学校（1949年大関中と統合し東十郷村・大関村組合立十郷中学校〈のち：坂井村立坂井中学校〉へ）[32]
- 大関村立大関中学校（1949年東十郷中と統合し十郷中へ）[32]
- 兵庫村立兵庫中学校（1950年7月1日十郷中へ統合）[32]
- 木部村立木部中学校（1950年9月25日大石中と統合し竜東中へ）[32]
- 大石村立大石中学校（1950年9月25日木部中と統合し竜東中へ）[32]
- 坂井町立坂井中学校〈旧〉（1967年竜東中と統合し坂井市立坂井中学校〈当時：坂井町立〉へ）[32]
- 坂井町立竜東中学校（1967年坂井中〈旧〉と統合し坂井中〈新〉へ）[32]

## 南条郡
- 南越前町立南条中学校（2022年統合により南越前町立南越前中学校へ）[33]
- 南越前町立今庄中学校（同上）[33]
- 南越前町立河野中学校（同上）[33]

## 丹生郡
- 越前町立四ヶ浦中学校（1973年城崎中と統合し越前町立越前中学校へ）[34]
- 越前町立城崎中学校（1973年四ヶ浦中と統合し越前中へ）[34]
- 越前町立朝日中学校〈旧〉（2009年糸生中と統合し越前町立朝日中学校〈新〉へ）[35]
- 越前町立糸生中学校（2009年朝日中〈旧〉と統合し朝日中〈新〉へ）[35]

## 三方郡
- 美浜町立西郷中学校（1975年統合により美浜町立美浜中学校へ）[36]
- 美浜町立耳中学校（同上）[36]
- 美浜町立東中学校（同上）[36]
- 美浜町立丹生中学校（同上）[36]
- 美浜町立美浜中学校丹生分校（2010年休校[13]、2015年廃校[37]）

## 大飯郡
- 高浜町立和田中学校（1958年高浜町立高浜中学校へ統合）[38]
- 高浜町立音海中学校（2009年高浜中へ統合）[38]

## 三方上中郡
- 若狭町立三方中学校岬分校（2016年3月休校）[39]
- 八村立八村中学校〈初代〉（1952年11月1日西田中と統合し八村・西田村中学校組合立八村中学校〈現：若狭町立三方中学校〉へ）[40]
- 西田村立西田中学校（1952年11月1日八村中〈初代〉と統合し八村中〈2代目〉へ）[40]
- 十村立十村中学校（1955年2月25日三方中上野分校となり、1962年廃校）[40]
- 三方町立三方中学校田井分校（1962年）[40]
- 三方町立三方中学校小川分校（1982年統合により三方中岬分校へ）[40]
- 三方町立三方中学校神子分校（同上）[40]
- 三方町立三方中学校常神分校（同上）[40]